# Bağlıağaç, Fethiye
Bağlıağaç là một xã thuộc huyện Fethiye, tỉnh Muğla, Thổ Nhĩ Kỳ. Dân số thời điểm năm 2011 là 1.057 người.